# 1977 (album Ana Tijoux)
1977 è il secondo album in studio della cantante franco-cilena Ana Tijoux, pubblicato il 9 marzo 2010 dalla Nacional.

## Tracce
1. Intro – 1:17
2. Partir de cero – 3:48
3. 1977 – 3:22
4. Sube – 3:33
5. Obstáculo – 4:03
6. Crisis de un MC – 4:31
7. Problema de 2 – 3:52
8. Mar adentro – 3:49
9. Oulala – 3:20
10. Pie izquierdo (con Bubaseta y Stailok) – 3:58
11. Humanidad – 3:59
12. La nueva condena – 3:29
13. Avaricia – 5:00
14. Crisis de un MC (CAF version) – 4:02